# Tiafly naturreservat
Tiafly är ett naturreservat i Lessebo kommun i Kronobergs län.
Området avsattes som domänreservat redan 1939 av Domänverket men omvandlades till naturreservat 1996. Det utökades 2009 med drygt 85 hektar till 117. Det är beläget öster om Kosta vid Grönasjöns norra och östra strand. Det består av ett myrlandskap.
Inom naturreservatet finns ett antal olika miljöer. Där finns tallmossar, barrblandskog, gles lövskog, talldominerad sumpskog, öppna kärr, områden med riklig förekomst av 150-200-årig tall, en göl samt område med ädellöv. Tall är det trädslag som dominerar skogsbeståndet. Tiagöl är en göl centralt i området.
Områdets har ett rikt fågelliv och är viktigt för skogsfågel som tjäder och orre. I området finns också gott om sällsynta lavar och mossor, såsom stor revmossa, långfliksmossa, blåmossa, kattfotslav, grynig blåslav och gammelgranslav. 